# Ильченко, Вера Романовна
Вера Романовна Ильченко (18 июля 1937, Чернобыль) — украинский педагог, руководитель коллектива разработчиков модели целостного образования «Довкилля» («Логика природы») как варианта образования для устойчивого развития. Доктор педагогических наук (1990), профессор (1991), действительный член Национальной Академии педагогических наук Украины (1999). Заведующая лабораторией интеграции содержания образования Института педагогики НАПН Украины (с 1994 г.), председатель общественной организации «Образовательный центр „Довкилля“» (с 1997 г.), директор Научно-методического центра интеграции содержания образования НАПН Украины (1999—2013).
Соавтор более 20 учебников к образовательным отраслям «Естествознание» и «Человек и мир» для учащихся 1-11 классов, руководитель коллектива разработчиков учебных программ по целостному образованию для 1-11 классов, учебных пособий для учащихся, методических пособий для учителей.

## Биография
Родилась 18 июля 1937 г. в г. Чернобыле Киевской области в семье рабочих.
В 1954 году окончила среднюю школу с серебряной медалью.
В 1954—1959 годах училась на физико-математическом факультете Киевского педагогического института им. Максима Горького (ныне Национальный педагогический университет им. М. Драгоманова). Была ленинским стипендиатом.
После получения высшего образования В. Р. Ильченко работала в с. Барахты Васильковского района Киевской области (1959—1961) и в г. Чернобыле (1961—1978) инспектором районо и учителем физики Чернобыльской средней школы № 1.
В 1976 г. защитила кандидатскую диссертацию «Формирование у учащихся представления об общности основных законов неживой природы (в процессе изучения физики и химии)» (г. Киев).
В 1978 г. В. Р. Ильченко приглашают на должность преподавателя методики физики в Мозырский педагогический институт. После аварии на ЧАЭС В. Р. Ильченко переехала в Полтаву для ухода за родителями, эвакуированными из Чернобыля из-за аварии на ЧАЭС.
С 1987 г. — доцент кафедры методики физики и теоретической физики Полтавского государственного педагогического института им. В. Г. Короленко (ныне Полтавский национальный педагогический университет им. В. Г. Короленко).
В 1990 г. защитила докторскую диссертацию «Формирование у учащихся средней школы естественнонаучного миропонимания в процессе обучения» (г. Киев). Получила звание профессора кафедры методики физики и теоретической физики (1991 p.).
В 1994 г. В. Р. Ильченко избрана членом-корреспондентом Академии педагогических наук Украины. В этом же году она возглавила новосозданную лабораторию интеграции содержания образования Института педагогики Национальной Академии педагогических наук Украины, которая работает на материальной базе Полтавского областного института последипломного образования педагогических работников им. М. В. Остроградского.
В 1997 г. возглавила общественную организацию педагогических работников «Образовательный центр „Довкилля“».

## Образовательная модель «Довкилля»
В 1990 г. под руководством В. Р. Ильченко по инициативе педагогического коллектива школы № 37 г. Полтавы началась разработка концепции содержания образования, учебного плана, программ и учебников для обеспечения деятельности авторской школы «Целостное сознание делового человека». Отсюда берет начало модель целостного образования «Довкилля» («Мой жизненный мир») — вариант образования для устойчивого развития общества. Среди российских педагогов эта модель известна как образовательная модель «Логика природы» (2003).
Под руководством В. Р. Ильченко в 1990—1993 гг. для авторской школы «Целостное сознание делового человека» разработано концепцию содержания образования, учебный план с предметом «Довкилля» (1-6 кл.), систему программ, включающую интегрированный социоестественнонаучный курс «Довкилля» (1-6 кл.), систему экспериментальных учебников к нему: «Спрашиваю довкилля» (1-2 кл.), «Наблюдаю довкилля» (3 кл.), «Исследую довкилля» (4 кл.), «Объясняю довкилля» (5 кл.), «Основные природные системы» (6 кл.). Интегрированній курс «Довкилля» послужил прототипом названия инновационной модели образования устойчивого развития «Довкилля».
Идеи целостного содержания образования «Довкилля», экспериментальные программы, учебники были подхвачены десятками школ Полтавской, Днепропетровской, Черкасской и других областей Украины.
В образовательной модели «Довкилля» («Логика природы») благодаря интеграции содержания образования на основе общих закономерностей природы преодолевается фактологичность, фрагментарность содержания образования.
В 1994 году на базе Полтавского областного института последипломного образования педагогических сотрудников им. М. В. Остроградского по инициативе комиссии по вопросам науки и образования Верховного Совета Украины и Президиума АПН Украины было открыто лабораторию интеграции содержания образования Института педагогики АПН Украины, которую возглавила член-корреспондент АПН Украины В. Р. Ильченко. Ядро лаборатории составили дидакты В. Р. Ильченко и К. Ж. Гуз, философ С. Ф. Клепко, психолог В. Ф. Моргун. Вокруг лаборатории объединились учителя начальных классов, физики, химии, биологии, географии, которые начали целенаправленную теоретическую и практическую работу над интеграцией содержания образования общеобразовательной школы.

### Основные характеристики образовательной модели «Довкилля» как варианта образования для устойчивого развития
- целостность содержания образования, которая формируется на основе общих закономерностей природы (сохранения, направленности самопроизвольных процессов к состоянию равновесия, периодичности процессов в природе), как сквозных принципов интеграции и обоснования элементов знаний;
- формирование у учащихся национального жизнеутверждающего образа мира, что приводит к жизнеутверждающей модели мира общества и нации, обусловливающей её долговечность (Э. Фромм, М. Попович);
- познание учащимися этносоциоприродной окружающей среды на систематических уроках среди природы, связи народа с его жизненной средой, условий сохранения окружающей среды для будущих поколений;
- введение биоритма жизнедеятельности этноса, заложенного в его обрядовом цикле, в учебный процесс школьников (1-11 кл.) через систему уроков среди природы, которые рекомендуется по возможности проводить в дни народных праздников из-за возможности познания учащимися на этих уроках народных примет, обычаев, осмысления национального наследия, оздоровления учащихся.

Образовательная модель «Довкилля» была призвана дать ответы на вопросы, которые возникли у В. Р. Ильченко во время работы в школе: «Насколько нужны и необходимы детям для счастливой жизни в учёбе и в будущем десятки тысяч „основных“ понятий физики, химии, биологии, географии, математики, истории, литературы, языка? Что происходит с сознанием ребёнка, его здоровьем, его душой в результате такого „тоталитарного“, „все-подрядного“ изучения основ наук? Как превратить школу в место жизнетворчества школьника, в место самовольного развития от детского мышления учащегося до ума социально зрелой личности?»
В 1996 г. Президиум Национальной Академии педагогических наук Украины и коллегия Министерства образования и науки Украины приняли совместное решение о проведении всеукраинского эксперимента с целью проверки эффективности образовательной модели «Довкилля» («Логика природы») и её учебно-методического обеспечения.
Ответственными за проведение эксперимента были назначены Институт педагогики АПН Украины (конкретно лаборатория интеграции содержания образования) и Полтавский областной институт последипломного образования педагогических работников им. М. В. Остроградского. На базе Полтавского ОИПОПР были организованы всеукраинские курсы по подготовке педагогов к преподаванию интегрированных курсов и внедрению в школьную практику модели целостного образования «Довкилля» (образования устойчивого развития).
Коллектив лаборатории интеграции содержания образования не мог охватить всех желающих работать над проблемой интеграции образования. Поэтому в 1999 г. Президиум Национальной Академии педагогических наук Украины совместно с Полтавским ОИПОПР принял решение о создании Научно-методического центра интеграции содержания образования Национальной Академии педагогических наук Украины, который начал работать на самофинансировании, то есть на общественных началах.
Научно-методический центр интеграции содержания образования (НМЦИСО) объединил единомышленников среди ученых Полтавы, Киева, Одессы, Ровно, Ивано-Франковска и других городов. Среди ученых, которые сотрудничали с центром, — A.М. Богуш, академик АПН Украины, доктор педагогических наук, профессор Южноукраинского национального педагогического университета имени К. Д. Ушинского; Э. Л. Носенко, член-корреспондент АПН Украины, доктор психологических наук, профессор Днепропетровского национального университета им. Олеся Гончара; Ю. Я. Фиалков, доктор химических наук, профессор Киевского политехнического института; С. С. Морозюк, профессор Национального педагогического университета им. М. П. Драгоманова; Н. П. Лебедик, педагог-социолог, кандидат педагогических наук, доцент Полтавского университета экономики и торговли; К. В. Седых, доктор психологических наук, заведующая кафедрой педагогики и психологии Украинской медицинской стоматологической академии и другие.
Каждый ученый внес свой вклад в развитие идеи интеграции и создания модели целостного образования «Довкилля» и её учебно-методического обеспечения. Так, благодаря A.М. Богуш «Довкилля» охватило дошкольные учреждения. Консультации и работы Э. Л. Носенко помогли научному сотруднику лаборатории О. Н. Мащенко разработать технологию создания дидактических тезаурусов для учебников «Довкилля». Под руководством Ю. Я. Фиалкова разработан учебник химии нового поколения. При участии С. С. Морозюк были созданы учебники по биологии для образовательной модели «Логика природы», принципиально отличные от действующих традиционных учебников. При участии К. В. Седых для учащихся начальной школы разработаны «Дневники наблюдений», которые направляют познавательную деятельность ребёнка на исследование окружающей среды и укрепление своего здоровья.

### Среди достижений научной школы «Довкилля»
- Разработка теории формирования и воплощения в практику отечественной школы модели целостного образования «Довкилля», альтернативной традиционному фактологическому содержанию образования; решение стратегических задач реформирования содержания отечественного образования (в направлении разработки интегрированных курсов), поставленных в Государственной национальной программе «Освита» («Украина ХХІ ст.»).
- Разработка теоретических основ и методической системы формирования жизнеутверждающего образа мира дошкольников и учащихся общеобразовательной школы, его основы — экологического образа природы, системы занятий в окружающей среде как основных условий реализации принципов образования устойчивого развития, формирования целостного сознания личности.
- Создание системы учебно-методического обеспечения (более 50 наименований) образовательным областям «Человек и мир», «Естествознание» для учащихся общеобразовательной школы (1-11 классы), которая реализует принципы образования устойчивого развития и обеспечивает подготовку учащихся к междисциплинарным исследованиям (через систему интегрированных курсов для дошкольного образования, начальной, основной и старшей школы), воплощает личностно ориентированное образование.
- Разработка учебного плана, программ и учебно-методического обеспечения для переподготовки учителей к внедрению интегрированных курсов и реализации междисциплинарных исследований учащихся.
- Обоснование содержания и структуры ядра целостного социо-естественного начального образования, естественного образования основной и старшей школы, эволюции ядра в процессе обучения учащихся общеобразовательной школы и экспериментальная проверка усвоения его школьниками как условия достижения ими целостности знаний об этносоциальной окружающей среде и о природе; достижение природосообразно высоких уровней интеллекта, овладение естественнонаучной компетентностью и обеспечение эффективного, достигаемого всеми учащимися, «справедливого» образования.
- Достижение экономической эффективности образования:

- через реализацию интеграции содержания образования в учебниках интегрированных курсов начальной, основной, старшей школы, издание которых для государства экономически выгоднее, чем издание учебников по каждому предмету отдельно;
- через формирование у учащихся способности к выполнению работы с наименьшей затратой энергии (воплощение в учебно-методическом обеспечении идей отечественного экономиста и естествоиспытателя С. А. Подолинского, методики обоснования элементов знаний, учебной деятельности на основе закономерностей сохранения и превращения энергии, направленности процессов к состоянию равновесия) и включения в содержание образования и учебного процесса базовых закономерностей, которые являются основой парадигмы современного научного мышления.
- Разработка учебно-методического обеспечения образовательной модели «Довкилля», которое реализует экологическую философию для детей благодаря воплощению в содержании учебников для 1-11 кл:

- основного положения экологического реализма, состоящего в том, что истинность наших знаний об окружающей среде можно установить только в непосредственном общении с окружающей средой;
- одного из основных принципов образования устойчивого развития — принципа социоприродной справедливости, который в учебниках и пособиях для учащихся раскрывается через положение: все формы жизни равноправны, каждая имеет право на существование по законам природы; сохранения жизни на Земле возможно при условии признания развития живых систем по законам природы, без «победы» над ними человека;
- воплощения плана Г. Сковороды: «Познай природу, познай свой народ, познай себя» в учебниках, пособиях для учащихся и учителей, на уроках среди природы, которые методическая система образовательной модели «Довкилля» предлагает по возможности проводить в дни народных праздников; таким образом, в деятельность детей вводится обрядовый цикл народа, в котором с праздничными днями связаны экологические сценарии для детей, игры, приметы для предсказания состояния окружающей среды и т. п.;- оздоровление и умственное развитие детей связывается с биоритмом среды и этноса.
Заслуживают внимания и другие достижения научной школы «Довкилля» (введение в образование нового этносоцио-естественнонаучного предмета"Довкилля" и здоровьесберегающей среды с экологической тропой, заповедниками на территории школы и т. д.).
В 2000 г. комиссия Министерства образования и науки Украины подвела итоги всеукраинского эксперимента с целью проверки эффективности образовательной модели «Довкилля». Приказом № 529 от 13.11.2000 г. предмет «Довкилля», образовательная модель «Довкилля» и её учебно-методическое обеспечение были допущены к использованию в общеобразовательных учебных заведениях. В пояснительной записке комиссия раскрыла значение образовательной модели «Довкилля» для формирования у учащихся жизнеутверждающего образа мира, развития их интеллекта, мотивации к обучению, укрепления здоровья и повышения обучаемости. Школы получили официально признанную модель целостного образования — альтернативу фактологической педагогике.
С 2003 г. учебники к образовательной модели «Довкилля» начали издаваться за государственные средства. С лабораторией интеграции содержания образования сотрудничает издательство «Довкилля-К» (директор — доктор педагогических наук К. Ж. Гуз).
В 2003—2010 гг. по учебникам образовательной модели «Довкилля» обучалось свыше 1 млн учащихся с 1 по 11 класс, а также дошкольники. За 1994—2012 гг. под руководством В. Р. Ильченко были изданы коллективные монографии (5), учебники (около 20), учебные пособия для учащихся (10), методические пособия для учителей (10), сборники научных трудов (5), учебные программы (10), воплощающие идеи образования устойчивого развития общества [www.dovkillya.org.ua ].

## Награды
Звание «Отличник народного просвещения СССР» В. Р. Ильченко получила в 1972 г., «Отличник образования Украины»- в 2006 г. Награждена медалями К. Ушинского (2007) и Г. Сковороды (2013).
Учебники «Довкилля» для 5-6 классов, написанные В. Р. Ильченко в соавторстве с К. Ж. Гузом, стали победителями конкурса, организованного Международным фондом «Возрождение» и были изданы на средства этого фонда. Международный фонд «Возрождение» выступил спонсором проекта «Развитие мышления младших школьников».